# Picus rabieri
Picus rabieri е вид птица от семейство Picidae. Видът е почти застрашен от изчезване.

## Разпространение
Видът е разпространен във Виетнам, Камбоджа, Китай и Лаос.